# Stanisław Przedbór Koniecpolski (zm. 1588)
Stanisław Przedbór Koniecpolski herbu Pobóg (ur. ?, zm. 1588) – kasztelan sieradzki od 1587 roku.
Syn Stanisława Koniecpolskiego, starosty przemyskiego i Katarzyny z Heltów, mieszczki poznańskiej. Blisko związany z ruchem reformacyjnym. Był wyznawcą kalwinizmu. W 1573 roku podpisał akt konfederacji warszawskiej na sejmie konwokacyjnym po śmierci Zygmunta Augusta. 
Dziedzic na Koniecpolu. W 1559 roku Stanisław Przedbór uzyskał od króla przywileje dla swojego miasta: pobór mostowego za przejazd przez Pilicę oraz prawo do czterech jarmarków rocznie i cotygodniowych targów.

## Rodzina
Ożeniony z siostrzenicą hetmana Jana Tarnowskiego, Elżbietą Ligęzianką, miał z nią dziewięcioro dzieci:
- Stanisław Przedbór Koniecpolski (zm. po 1594)[3]; sekretarz i dworzanin królewski, podkomorzy sieradzki (1566); ożeniony z panną Osmólską z którą miał trójkę dzieci:
  - Samuel (zm. 1641); kasztelan chełmski (1621), starosta grabowiecki; ożeniony z Aleksandrą Herburtówną,
  - Aleksander (zm. po 1625); żony: 1.Zofia Barbara Dembińska (zmarła krótko po slubie); 2.Dorota Dembińska (siostra poprzedniczki),
  - Elżbieta; żona Adama Walewskiego, kasztelana sieradzkiego,
- Mikołaj Koniecpolski (zm. ok. 1626); bezpotomny; archidiakon pomorski, kanonik poznański (1572), sędzia ziemski sieradzkiej (1609),
- Zygmunt (zm. 1620); bezpotomny; ożeniony przed 1613 z Barbarą nieznanego rodu,
- Krzysztof (zm. 1579 lub 1581); bezpotomny,
- Aleksander (zm. 1609); kasztelan biecki (1603), wojewoda podolski (1603), wojewoda sieradzki po 1605, starosta wieluński, żarnowiecki, brzeźnicki; ożeniony z Anną z Koźmic Sroczycką (zm. po 1615), miał z nią siedmioro dzieci:
  - Anna Aleksandra (zm. 1651), wyszła za kaspera Denhoffa, wojewodę sieradzkiego,
  - Eufrozyna; najpierw żona Jana Bykowskiego, starosty sieradzkiego, później kolejnego starosty Jana Wężyka,
  - Stanisław (zm. 1646); podstoli koronny (1615), hetman polny koronny (1619), wojewoda sandomierski (1625), hetman wielki koronny (1632), kasztelan krakowski (1633), książę Świętego Cesarstwa Rzymskiego (1637), starosta wieluński, radomskowski, płoskirowski, babimski, barski, stryjski, buski, perejasławski; żony: 1. Katarzyna Żółkiewska; 2. Krystyna Lubomirska (zm. 1645); 3. Zofia Ludwika Opalińska (zm. 1657),
  - Przedbór (zm. 1611); starosta żarnowski, dworzanin królewski,
  - Remigiusz (zm. 1640); sekretarz królewski, opat jędrzejowski, biskup chełmski (1626),
  - Krzysztof (zm. 1660); dworzanin królewski (1624), chorąży wielki koronny (1633), wojewoda bełski (1641), starosta stryjski i baliński; żony: 1.Zofia Izabela księżna Porycka; 2.Konstancja Stanisławska (zm. po 1669)
  - Jan (zm. 1661); rotmistrz królewski (1610), kasztelan sieradzki (1642), wojewoda sieradzki (1647); żony: 1.Elżbieta Sarnowska (zm. 1642); 2. Katarzyna Nieborowska (zm. 1660),
- Zofia; najpierw żona Adama Jordana, później Marcina Wierzbięty,
- Anna; żona Adama Ocieskiego, podkomorzego krakowskiego, później Zygmunta Zakliki Czyżowskiego, kasztelana bełskiego,
- Barbara; żona Jakuba Bełchackiego
- Elżbieta; żona Jana Ossowskiego, kasztelana zawichojskiego.